# Linz AG Froschberg
Le Linz AG Froschberg est un club autrichien de tennis de table situé à Linz. 
Le club brille surtout à travers les résultats en Coupes d'Europe de son équipe féminine.

## Histoire du club
C'est en 1970 via la première équipe masculine que le club vit le jour. L'équipe féminine est engagé en championnat deux ans plus tard. Bien des années plus tard, en 1991, la section féminine termine vice-championne d'Autriche et échoue au 3e tour pour la première coupe d'Europe de son histoire (la coupe Nancy-Evans). Puis les filles de Linz vont dominer le championnat à partir de 1997. En 2011, le SVS Strock va briser la série en les battant en finale du Championnat d'Autriche.
En 2004, le club crée une deuxième section féminine nommée LZ Linz Froschberg pour promouvoir les jeunes talents.

## Palmarès
- Ligue des champions (2) :
  - Vainqueur en 2009 et 2013
  - Finaliste en 2010 et 2015
- SuperLeague (7) :
  - Vainqueur de 2004 à 2010
- Coupe d'Europe des clubs champions :
  - Finaliste en 2004
- Championnat d'Autriche (15) :
  - Championnes de 1998 à 2010, 2013, 2015